# Forêt de Concise
La forêt de Concise est une forêt privée de 650 hectares située sur les communes de Saint-Berthevin et d'Ahuillé, en Mayenne.

## Géographie
Au Moyen Âge, la forêt couvrait la totalité de Saint-Berthevin, empiétait sur les communes de Saint-Pierre-la-Cour, du Genest-Saint-Isle et arrivait à Laval au pied de la Porte Beucheresse.
Elle s'étend aujourd'hui sur les communes de Saint-Berthevin et d'Ahuillé et représente environ 7 % des forêts du département. Les limites actuelles datent du début du XVIIIe siècle.
Le terrain est partagé entre 5 propriétaires privés et s'étend sur 650 hectares (500 hectares sur Saint-Berthevin et 150 hectares sur Ahuillé).
Elle est bordée à l'est par une ancienne voie de chemin de fer reliant Saint-Berthevin à Craon, aujourd'hui désaffectée et transformée en chemin piétonnier.

## Histoire
Des fouilles archéologiques ont mis au jour des silex taillés témoignant de la présence humaine dès la préhistoire.
Les premiers défrichages se sont produits durant la période gallo-romaine, plusieurs voies romaines traversaient la forêt et des fermes y étaient implantées.
La forêt appartenait autrefois aux seigneurs de Laval. Emma de Laval donne en 1265 l'usage du bois dans sa forêt de Concise au Prieuré Sainte-Catherine de Laval. Les droits d'usage des chanoines dans la forêt furent souvent sujets à contestation avec les seigneurs de Laval.
La famille de La Trémoille vendit plusieurs parcelles au cours des XVIe et XVIIe siècles. Au XIXe siècle, les dernières parcelles sont cédées aux propriétaires privés.
La grande tempête de 1705 décoiffe une centaine de maisons à Laval et abat dans la forêt de Concise " tant de chênes et de fouteaux...qu'il semblait qu'on eut pris plaisir à les entasser les uns sur les autres... ".
Le fils de René-François Plaichard Choltière, Joseph Plaichard Choltière, ex-capitaine des grenadiers du corps législatif et adjudant général des armées de la République dans le corps du général Napoléon Bonaparte, est tué par des hommes armés dans la forêt de Concise lors d'une chasse le 17 thermidor an VI.